# Vladislav Chodasevitj

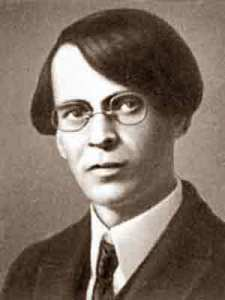
Vladislav Chodasevitj

Vladislav Felitsianovitj Chodasevitj (ryska: Владисла́в Фелициа́нович Ходасе́вич) född 28 maj 1886 i Moskva, död 14 juni 1939 i Paris, var en rysk författare.
Chodasevitj emigrerade till Paris 1922 med författaren Nina Berberova. Hans kusin, konstnären Nadia Léger, var Fernand Légers andra hustru. Han skrev litteraturkritik och avhandlingar om bland annat Aleksandr Pusjkin och Gavrila Derzjavin.